# Aston Martin DBS
Aston Martin DBS je supersportovní automobil, který vyráběla britská automobilka Aston Martin na přelomu 60. a 70. let a jeho druhou generaci DBS V12 v období 2007–2012 jako odvozený vůz od Astonu Martin DB9.

## První generace
DBS se vyráběla v letech 1967 až 1972.  Typ DBS nahradil předchozí DB6 a vystřídal jej typ Vantage. Dvoudveřové kupé poháněl čtyřlitrový šestiválec . Jedná se o třetí novou generaci karosérie, navrženou v Newport Pagnell (designer William Towns), s využitím podvozkových částí typu DB6 a zpočátku i jeho motoru a převodovek, ale s předurčením pro instalaci motoru V8, konstrukce Tadek Marek, vyvíjeného od roku 1963. Vůz představen v Londýně v roce 1967. Prototypové provedení se od sériového odlišovalo děleným předním nárazníkem a odvětrávacími štěrbinami v zadním sloupku střechy. Vůz byl deklarován jako čtyřmístný, byl vybaven drátěnými koly s centrální maticí. Byl vyvíjen jako první Aston Martin s osmiválcovým motorem. Do doby, než byl vývoj motoru V8 dokončen, byl vůz vybaven 6 válcovým motorem z typu DB6 Mark 2 o výkonu 210 kW, vedle něhož byl zpočátku také paralelně vyráběn. Oproti předchůdci se u modelu DBS objevil typ karoserie fastback. Design je modernější. Vůz si zahrál v bondovce V tajné službě Jejího Veličenstva. Celkem vyrobeno 790 vozů od října 1967 do května 1972.

### DBS V8 / AM V8
Typ DBS V8 vybavený novým motorem V8, 5340 ccm. Vyšší výkon motoru si vyžádal montáž nízkoprofilových pneumatik Pirelli, a proto - a také pro lepší chlazení brzd - byla dosud drátěná kola nahrazena koly z lehkých slitin. Také přední spoiler byl hlubší než DBS. Po převzetí firmy společností Company Developments v dubnu 1972 od Davida Browna (odtud "DB") vozy druhé a dalších sérií změnily označení na AM V8. Současně s tím byla změněna čelní část karosérie - dosavadní 4 světlomety byly nahrazeny novým designem se 2 hlavními světlomety a novou maskou. Celkem vyrobeno 405 vozů DBS V8, 1903 vozů AM V8 ve 4 sériích. 
- Series 1 (DBS V8). Vůz představen v září 1969, výroba zahájena v dubnu 1970 (vedle DB6 Mk 2 a DBS). Motor o výkonu 320 bhp, se vstřikováním Bosch.
- Series 2 (AM V8). Vyráběn od května 1972, motor jako Series 1, nově tranzistorové zapalování Lucas Opus.
- Series 3 (AM V8). Vyráběn od srpna 1973, vstřikování Bosch nahrazeno 4 karburátory Weber, výkon 320 bhp. Instalace karburátorů si vyžádala zvětšení nasávacího otvoru na kapotě motoru.
- Series 4 (AM V8) (také nazývaný "Oscar India"). Vyráběn od října 1978, od předchozí série se odlišuje kapotou motoru bez nasávacího otvoru, ale ještě s prolisem nad karburátory. Výkon snížen na 304 bhp. Series 5 (AM V8). Vyráběn od února 1986 do prosince 1989. Motor opět vybaven vstřikováním, tentokrát ale Weber/Marelli, výkon 305 bhp. Kapota motoru již zcela plochá, kola BBS.

### Počet vyrobených aut
- DBS (6válec)  1967–1972 (790 ks)
- DBS V8          1969–1972 (405 ks)